# Tasque
Tasque é uma comuna francesa na região administrativa da Occitânia, no departamento de Gers. Estende-se por uma área de 10.02 km², e possui 252 habitantes, segundo o censo de 2018, com uma densidade de 25 hab/km².